# Digitaria thwaitesii
Digitaria thwaitesii är en gräsart som först beskrevs av Eduard Hackel, och fick sitt nu gällande namn av Johannes Jan Theodoor Henrard. Digitaria thwaitesii ingår i släktet fingerhirser, och familjen gräs. Inga underarter finns listade i Catalogue of Life.